# Tu Cuca Madre Ataca de Nuevo
Albums de Cuca
La Invasión de los Blátidos
(1992) La Racha
(1995)
Tu Cuca Madre Ataca de Nuevo est le second album de Cuca, enregistré dans le Surrey. Il est sorti en février 1992. Le premier single de l'album sorti en vidéoclip a été Mujer Cucaracha, mais les titres qui l'ont fait connaître sont Acariciando, Alcohol y Rocanrol et Todo Con Exceso.

## Liste des titres
1. D.D.T.T.V
2. Mujer Cucaracha
3. Joder
4. Todo Con Exceso
5. Hombre de la Marcha (Tus Piernas)
6. Alcohol y Rocanrol
7. Tu Madre
8. Ay Juanito
9. Hambriento
10. Acariciando
11. Así
12. Nicanor

## Formation
- José Fors : Chants
- Galo Ohcoa : Guitare solo (Lead)
- Carlos Aviléz : Basse
- Ignacio González : Batterie